# بريستيج (مسلسل)
بريستيج هو مسلسل مصري يدور في إطار الجريمة، عرض لأول مرة في 24 أبريل 2025 عبر منصة يانغو بلاي، يدور المسلسل حول أن عاصفة قوية تضرب شوارع القاهرة، مما يجبر 14 شخصًا من خلفيات اجتماعية مختلفة على اللجوء إلى مقهى في وسط البلد، وبينما يحاول الجميع الاحتماء من العاصفة، ينقطع التيار الكهربائي فجأة، ليكتشفوا أن أحدهم قد قُتل، ومع تصاعد التوترات، يدركون أن القاتل بينهم.

## طاقم العمل
- محمد عبد الرحمن[4][5]
- مصطفى غريب
- سامي مغاوري
- دينا
- معاذ نبيل
- آلاء سنان
- بسام رجب
- راندا عوض
- أمينة البنا
- زياد ظاظا
- عمر شريف
- عبد العاطي

## روابط خارجية
- بريستيج على موقع IMDb (الإنجليزية)
- بريستيج على موقع قاعدة بيانات الأفلام العربية
- بريستيج على موقع قاعدة بيانات الفيلم (الإنجليزية)